# Voce (rete televisiva)
Voce è stato un canale di musica del bouquet di Sky Italia, posizionato sul canale 711.
Il canale ha cominciato le proprie trasmissioni il 20 dicembre 2008. Era dedicato alla musica leggera vocale, al crossover jazz e soul, al country e alla classica popolare.
Le trasmissioni si sono concluse il 1º marzo 2011.

## Palinsesto
Il palinsesto di Voce era organizzato secondo fasce di orario:
06.00 – 11.00	Open Voce
11.00 – 15.00 	Lite Lunch
15.00 – 18.00	Ballads
18.00 – 20.00	Aria
20.00 – 23.00	Dinner Sounds
23.00 - 00.00	Late jazz
Inoltre il canale mandava in onda registrazioni di concerti dal vivo il sabato e giovedì sera, alle ore 21.00.